# Vinicio Capossela
Vinicio Capossela, né à Hanovre (Allemagne) le 14 décembre 1965,  est un musicien italien, chanteur et multi-instrumentiste.
Folk, cabaret, rock sont les styles musicaux dont s'inspire Vinicio Capossela.

## Biographie
Né en Allemagne, ses parents sont originaires du Sud de l'Italie, de la region de l'Irpinia. Après quelques années, la famille fait retour en Italie et s'installe à Scandiano, près de Reggio d'Émilie où il grandit et où il commence à se dédier à la musique. Vers la fin des années 1980, il rencontre le chanteur-compositeur Francesco Guccini, qui le présente au Club Tenco (it). En 1990, sort son premier album, appelé All'una e trentacinque circa produit par Renzo Fantini. Capossela remporte la Targa Tenco (it) pour la Meilleure première œuvre. L'année suivante sort Modì et puis, en 1994, Camera a sud. Ses albums montrent l'intérêt de Capossela pour le jazz, la chanson d'auteur et les rythmes sudaméricains.
La même année 1994, il sort une compilation destinée au marché français simplement intitulée Vinicio Capossela sous le label Carrere.
Dans Il ballo di San Vito (1996), le dernier album produit par Renzo Fantini Capossela s'éloigne des sonorités jazz, pour se dédier à un répertoire plus expérimental qui comprend la tarentelle, le latin rock, le funk e la morna. 
En 1998 sort Liveinvolvo, son premier disque live, issu de la tournée de Il ballo di San Vito.
L'album suivant, Canzoni a manovella, sort en 2000 et remporte la Targa Tenco . Capossela décrit ses nouvelles chansons comme des « chansons imaginaires ». 
En 2004 sort son premier livre, Non si muore tutte le mattine, publié par Feltrinelli.
En 2006, il publie l'album Ovunque proteggi. L'ispiration de ce disque vient de la littérature sacrée, du monde ancien, mais il y a aussi des divagations. Ovunque proteggi a reçu une Targa Tenco et se place en 2007,à la seconde place, dans le classement des meilleurs albums de « musique world » selon la revue américaine Mojo . Pendant cette année, sort Nel niente sotto il sole, un nouvel recueil live issu de la tournée de 2006-2007. 
En 2008, sort Da solo, un album enregistré partiellement en Amérique et qui est inspiré par la littérature américaine. En 2009, il y a un nouvel album live, avec la version DVD, le Solo Show. 
En 2010, Capossela fait son début au cinéma, avec le film La faccia della terra (qui est aussi un des titres contenus dans Da solo), publié par Feltrinelli. Le film montre des séquences enregistrées entre Milan et l'Amérique pendant la réalisation de Da solo. 
En 2011, c'est le tour de Marinai, profeti e balene, un œuvre  qui tire son inspiration du monde marin et de la littérature liée à ce thème (Herman Melville et son Moby-Dick, l'Odyssée...). Il a été enregistré en différents endroits (Milan, Crète et Berlin) et il compte la collaboration de musiciens comme Psarantonis et Greg Cohen. 
En 2012, sort Rebetiko gymnastas, un album dans lequel Capossela a ré-interprété ses chansons, mais en version rebetiko, enregistré en 2007 à Athènes. L'année suivante, il publie aussi un livre (Tefteri, publié par Il Saggiatore) et un nouveau film (Indebito, publié par JoleFilm),  sur le thème du Rebetiko et sur le monde grec contemporain. Encore en 2013, il est pour la première fois producteur d'un album d'autrui, c'est-à-dire le Primo ballo de Banda della posta, un groupe de messieurs âgés originaires de la ville natale du père de Capossela, Calitri (Avellino). Dans cette même année, il devient directeur artistique d'un nouveau festival musical et culturel qui se passe à Calitri pendant la dernière semaine du mois d'août, appelé « Sponz Fest  ». 
En 2015 sort un nouvel livre: Il paese dei coppoloni, publié par Feltrinelli. Avec ce livre, Capossela gagne le prix Société Dante Alighieri et il est finaliste au Premio Strega. De ce livre est tiré le film Nel paese dei coppoloni, dans lequel Capossela montre des lieux et des visages qu'il avait décrits. L'année suivante, un autre album sort : Canzoni della Cupa dont l'enregistrement commencé en 2003 s'achève et publié treize ans plus tard. Il s'agit d'un double album, ou bien, d'un disque à deux côtés : la Poudre et la Sombre. Le côté Poudre contient des chansons typiques de Calitri et des versions de Matteo Salvatore, alors que le côté Sombre contient des chansons originales de Capossela, inspirées par la mythologie locale. 
En 2017, il remporte le Prix Tenco pour sa carrière.
Après trois ans, il publie Ballate per uomini e bestie, un album inspiré par le « nouveau Moyen Âge »  grâce auquel il reçoit une nouvelle Targa Tenco. En 2020, il a mis en musique un ancien poème du troubadour français Richard de Fournival du XIIIe siècle, le Bestiaire d'Amour Bestiario d'amore comprend aussi deux autres chansons d'environnement troubadour et une suite musicale. 
En 2021, Capossela publie son dernier livre dans lequel il revient sur les derniers quinze ans de sa vie et de sa carrière, Eclissica (Feltrinelli).
Le 21 avril 2023, sort son dernier album, appelé Tredici Canzoni Urgenti.

## Discographie
- 1990 : All’Una E 35 Circa
- 1991 : Modì
- 1994 : Camera a Sud
- 1994 : Vinicio Capossela (Compilation pour la France) Carrere 4509 94038-2
- 1996 : Il Ballo di S. Vito
- 2006 : Canzoni a manovella
- 2006 : Ovunque Proteggi
- 2008 : Da solo
- 2012 : Marinai Profeti et Balene
- 2012 : Rebetiko Gymnastas,
- 2016 : Canzoni della cupa
- 2019 : Ballate per uomini e bestie
- 2020 : Bestiario d'amore
- 2023 : Tredici canzoni urgenti
- 2024 : Sciusten feste n.1965